# Fundacja Anny Dymnej „Mimo Wszystko”

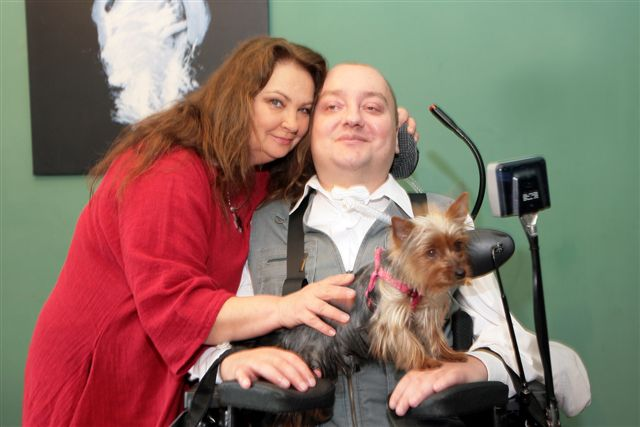
Anna Dymna z całkowicie sparaliżowanym Januszem Świtajem, pierwszym Polakiem, który, na drodze sądowej, domagał się eutanazji (obecnie pracownik Fundacji „Mimo Wszystko”)

Fundacja „Mimo Wszystko” – organizacja pożytku publicznego z siedzibą w Krakowie, zajmująca się dorosłymi osobami niepełnosprawnymi intelektualnie oraz pozostającymi w trudnej sytuacji życiowej z innych przyczyn.
Fundacja została zarejestrowana 26 września 2003 w Krajowym Rejestrze Sądowym pod numerem 0000174486. Jej założycielką jest Anna Dymna. Funkcję prezesa fundacji pełni społecznie.
Fundacja została powołana, aby ratować grupę dorosłych osób z niepełnosprawnością intelektualną, mieszkańców schroniska w podkrakowskich Radwanowicach, którzy utracili prawo do korzystania z tamtejszych Warsztatów Terapii Zajęciowej finansowanych z budżetu państwa. Z czasem zakres działań fundacji znacznie się poszerzył. Obecnie wspiera ona osoby chore i niepełnosprawne w całej Polsce: funduje stypendia, prowadzi subkonta, koordynuje prace wolontariuszy, dofinansowuje rehabilitację i leczenie, organizuje plenerowe imprezy integracyjne, koncerty charytatywne oraz aukcje i prowadzi dwa ośrodki rehabilitacyjno-terapeutyczne. Wspiera również działalność Teatru „Radwanek”.

## Cele formalne i struktura

### Cele statutowe Fundacji
- pomoc społeczna, w tym pomoc rodzinom i osobom w trudnej sytuacji rodzinnej oraz wyrównywanie szans tych rodzin i osób,
- działalność charytatywna,
- ochrona i promocja zdrowia
- działanie na rzecz osób niepełnosprawnych
- nauka, edukacja, oświata i wychowanie
- promocja i organizacja wolontariatu
- działania w sferze sportu i kultury fizycznej osób niepełnosprawnych
- działania w sferze turystyki osób niepełnosprawnych.

### Zarząd i Rada Fundacji
Zarząd:

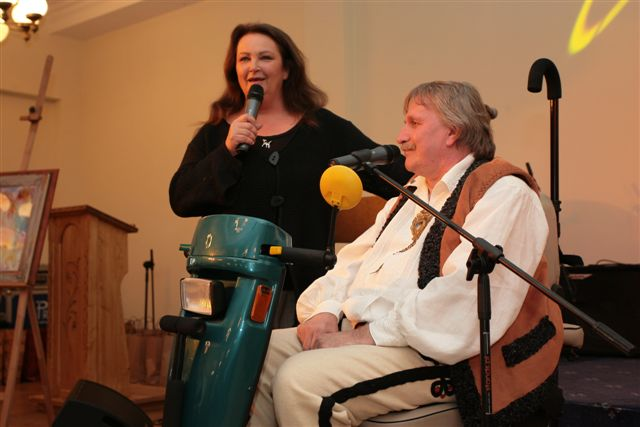
Anna Dymna i Andrzej Brandstatter z Fundacji „Pro Artis” podczas aukcji charytatywnej

- Anna Dymna – prezes (funkcja sprawowana społecznie)
- Maja Jaworska – wiceprezes, dyrektor Fundacji
- Janina Dudzik – wicedyrektor Fundacji, prokurent
- Katarzyna Walaszek – wicedyrektor ds. projektów

Rada Fundacji:
- Daniel Wiśniowski – przewodniczący:
- Wojciech Bonowicz – członek
- Izabela Słowik – członek[1]

## Działalność

### Ośrodek terapeutyczno-rehabilitacyjny dla osób niepełnosprawnych intelektualnie „Dolina Słońca”
Ośrodek terapeutyczno-rehabilitacyjny dla osób niepełnosprawnych intelektualnie „Dolina Słońca” w podkrakowskich Radwanowicach to nowoczesny kompleks, który Fundacja Anny Dymnej „Mimo Wszystko” zbudowała w latach 2008–2012 na terenie użyczonym za 1 złotówkę na okres 50 lat przez Fundację im. Brata Alberta. Powstał on głównie dzięki podatnikom przekazującym na ten cel 1% ze swojego rozliczenia z fiskusem. Obecnie fundacja prowadzi i utrzymuje „Dolinę Słońca”, zatrudniając wykwalifikowaną kadrę do opieki nad podopiecznymi.
„Dolina Słońca” od początku jest miejscem otwartym, które służy integracji osób niepełnosprawnych intelektualnie ze społeczeństwem. Podopieczni korzystają z pracowni: edukacyjno-komputerowej, teatralnej, rękodzieła artystycznego, życia codziennego, plastycznej, muzycznej i psychologicznej, a także z sali rehabilitacyjnej oraz doświadczania świata. Uczestniczą także w zajęciach poza ośrodkiem.
Powierzchnia zabudowy „Doliny Słońca” wynosi 2700 m², całkowita – 5346,47 m². Dwa z pięciu pawilonów Fundacja Anny Dymnej „Mimo Wszystko” przekazała – w bezpłatne użytkowanie – Fundacji im. Brata Alberta. Uruchomiono w nich świetlicę terapeutyczną oraz środowiskowy dom samopomocy. Podopieczni Fundacji im. Brata Alberta korzystają także z sali rehabilitacyjnej i doświadczania świata. W tej ostatniej odbywają się również zajęcia dla uczniów integracyjnej szkoły podstawowej w Radwanowicach.
Na terenie „Doliny Słońca” rosną trzy dęby. Zostały zasadzone 26 września 2013 r., w dniu uroczystego otwarcia ośrodka, przez Ewę Błaszczyk (fundacja „Akogo?”), Janinę Ochojską (Polska Akcja Humanitarna) i Jerzego Owsiaka (Fundacja Wielkiej Orkiestry Świątecznej Pomocy) jako znak służenia wspólnej sprawie z Fundacją Anny Dymnej „Mimo Wszystko”.

### Warsztat Terapii Zajęciowej w Lubiatowie
Warsztat Terapii Zajęciowej (pow. 900 m²) dla dorosłych osób niepełnosprawnych intelektualnie, mieszkających w powiecie wejherowskim, rozpoczął działalność w listopadzie 2014 r. Fundacją Anny Dymnej „Mimo Wszystko” wybudowała go w latach 2011–2014. Budynek usytuowany jest w Lubiatowie na terenie dawnej jednostki wojsk rakietowych. Mieszczą się w nim pracownie: gospodarstwa domowego, ceramiczna, rękodzieła i komputerowo-fotograficzna. Przewidywane jest uruchomienie pracowni teatralno-muzycznej oraz plastycznej.

### Teatr Radwanek
Teatr „Radwanek” to amatorska grupa teatralna złożona z osób niepełnosprawnych intelektualnie, mieszkańców schroniska Fundacji im. Brata Alberta w Radwanowicach, w tym także podopiecznych Warsztatów Terapii Artystycznej, które prowadzi Fundacja Anny Dymnej „Mimo Wszystko”. Grupa powstała w 1990 od tego czasu przygotowała kilkanaście przedstawień teatralnych, z których część była prezentowana w trakcie „Albertiany” na Dużej Scenie Teatru im. Juliusza Słowackiego w Krakowie. Od 2001 spektakle reżyseruje Anna Dymna, a głosu baśniowym postaciom w przedstawieniach teatrzyku użyczają krakowscy aktorzy, m.in.: Anna Dymna, Anna Polony, Jerzy Trela, Tadeusz Huk, Elżbieta Karkoszka i Ewa Kaim.

### Ogólnopolski Festiwal Twórczości Teatralno-Muzycznej Osób Niepełnosprawnych „Albertiana”
„Albertiana” to projekt, który Fundacja „Mimo Wszystko” organizuje co roku wspólnie z Fundacją im. Brata Alberta. Jego celem jest promocja dorobku artystycznego oraz twórczej ekspresji osób niepełnosprawnych z terenu całego kraju. Pierwsza edycja konkursu odbyła się w 2001. Pomysłodawczynią projektu jest Anna Dymna.
Każdego roku w „Albertianie” udział bierze ok. 1000 niepełnosprawnych artystów. Eliminacje do konkursu przeprowadzane są w pięciu regionach kraju. Od 2007, oprócz zespołów teatralnych, w konkursie biorą również udział niepełnosprawni intelektualnie wokaliści.
Zwycięzcy eliminacji przedstawiają swoje spektakle podczas finału, który odbywa się w Teatrze im. Juliusza Słowackiego w Krakowie. Prócz nagród rzeczowych, otrzymują „Maski Krakowskich Teatrów” wykonane przez uczestników Warsztatów Terapii Zajęciowej Fundacji im. Brata Alberta w Lubinie. Laureaci drugich miejsc nagradzani są statuetkami „Albercików”, wykonanymi przez podopiecznych Warsztatów Terapii Zajęciowej Fundacji im. Brata Alberta w Otłoczynie.
Festiwalową galę w Teatrze im. Juliusza Słowackiego co roku prowadzą Anna Dymna i Lidia Jazgar. Gośćmi tej uroczystości są przedstawiciele władz samorządowych Małopolski, duchowieństwa, Bractwa Kurkowego, a także liczne grono dziennikarzy. Autorem słów hymnu „Albertiany” jest Czesław Miłosz, muzyki – Abel Korzeniowski. Podczas ceremonii otwarcia, gdy unosi się kurtyna Siemiradzkiego, wykonuje go chór Vox Populi pod dyrekcją Rafała Marchewczyka.
Podczas finału Festiwalu wręczany jest Medal Świętego Brata Alberta (przyznaje go od 1997 r. ogólnopolska kapituła powołana przez Fundację im. Brata Alberta). Wyróżnienie otrzymują osoby szczególnie zasłużone w niesieniu pomocy ludziom niepełnosprawnym. Jego laureatami są wybitne osobistości z kraju i z zagranicy: duchowni, politycy oraz osoby prywatne bezinteresownie poświęcające się pracy społecznej. W gronie tym znajdują się m.in.: ks. kardynał Franciszek Macharski (1997), prof. Zbigniew Brzeziński (1998), premier Jerzy Buzek (1998), Towarzystwo Strzeleckie „Bractwo Kurkowe” w Krakowie (1999), ks. kardynał Stanisław Dziwisz (2000), Robert Korzeniowski (2001), księstwo Irina i Hubert Wittgenstein (2002), prof. Andrzej Zoll (2003), Eleni Tzoka (2004), Roman Kluska (2005), Ewa Błaszczyk (2006), Marek Kamiński (2007), Paweł Kukiz (2008) i Ewelina Flinta (2009). Autorem projektu Medalu Świętego Brata Alberta jest Krzysztof Sieprawski, podopieczny Fundacji im. Brata Alberta.

### Ogólnopolskie Dni Integracji „Zwyciężać mimo wszystko”
Pierwsza edycja projektu, który Fundacja „Mimo Wszystko” organizuje co roku na krakowskim Rynku Głównym, przy współpracy Państwowego Funduszu Osób Niepełnosprawnych, Narodowego Centrum Kultury, władz Krakowa oraz Telewizji Polskiej, odbyła się w 2004. W jej trakcie, na estradzie ustawionej pod wieżą ratuszową oraz specjalnej planszy i boisku, swój kunszt demonstrują m.in. najbardziej utytułowani szermierze, rugbyści na wózkach, sztangiści, niewidomi piłkarze, drużyny Olimpiad Specjalnych, niepełnosprawni reprezentanci Polski w koszykówce i siatkówce. Zawodom sportowym towarzyszą kiermasze, na których prezentowane jest rękodzieło podopiecznych Warsztatów Terapii Zajęciowej i Warsztatów Terapii Artystycznej z całego kraju. Imprezę otwiera konferencja i dyskusja panelowa z udziałem lekarzy, psychologów oraz terapeutów, dotycząca sytuacji osób niepełnosprawnych w Polsce.
Ideą Ogólnopolskich Dni Integracji „Zwyciężać mimo wszystko”, w które angażują się gwiazdy polskiego sportu, kina i estrady (m.in. Rafał Kubacki, Dariusz Michalczewski, Maciej Stuhr, Zbigniew Zamachowski, Włodzimierz Szaranowicz), jest pokazanie, jak ogromne możliwości drzemią w każdym człowieku; że realizacja zamierzeń oraz czerpanie z życia radości nie są ograniczone posiadaniem dobrego zdrowia, wzroku, słuchu, sprawnych rąk albo nóg – że źródło spełnienia leży tak naprawdę w głębi człowieka. Imprezę kończy co roku wielki koncert Fundacji Anny Dymnej „Mimo Wszystko”, z udziałem artystów polskiej estrady, aktorów oraz laureatów Ogólnopolskiego Festiwalu Zaczarowanej Piosenki im. Marka Grechuty. Celem koncertu jest promocja działań fundacji Anny Dymnej, a także innych organizacji pozarządowych.

### Festiwal Zaczarowanej Piosenki
Pomysłodawcami kilkuetapowego konkursu dla uzdolnionych wokalnie osób niepełnosprawnych są Anna Dymna, Mateusz Dzieduszycki i Marta Kądziela. Od 2005 Fundacja „Mimo Wszystko” współorganizuje festiwal wspólnie z Narodowym Centrum Kultury i Telewizją Polską SA, przy udziale finansowym Państwowego Funduszu Osób Niepełnosprawnych oraz Ministerstwa Kultury. Finał imprezy (pierwszy odbył się 5 czerwca 2005) ma miejsce na krakowskim Rynku Głównym, w ramach Ogólnopolskich Dni Integracji „Zwyciężać mimo wszystko”. W projekcie Fundacji Anny Dymnej „Mimo Wszystko” biorą udział największe gwiazdy polskiej estrady. Od pierwszej edycji konkursu jego duchową patronką jest Irena Santor. Do roku 2015 (11. edycja) konkurs nosił nazwę Festiwal Zaczarowanej Piosenki im. Marka Grechuty.

### Zaczarowane Radio Kraków
Zaczarowane Radio Kraków to cykl koncertów, które odbywają się w Studiu im. Romany Bobrowskiej Polskiego Radiu Kraków. Pierwszy koncert „Wiosna, ach to Ty!” miał miejsce w kwietniu 2009. W wydarzeniu biorą udział finaliści Festiwalu Zaczarowanej oraz zaproszone gwiazdy. Na radiowej scenie zaśpiewali m.in. Anna Szałapak, Agnieszka Chrzanowska, Halina Mlynkova, Robert Kasprzycki, Grzegorz Turnau. Celem projektu jest promowanie utalentowanych wokalnie osób niepełnosprawnych. Pomysłodawczynią Zaczarowane Radia Kraków jest Anna Dymna. Kierownikiem muzycznym projektu oraz autorem wszystkich aranżacji wykonywanych utworów – Andrzej Zarycki. Koncerty prowadzą Anna Dymna i Lidia Jazgar. Cykl organizuje Fundacja Anny Dymnej „Mimo Wszystko”, a Radio Kraków jest jego współorganizatorem.

### Akademia Odnalezionych Nadziei
Projektem obejmowane są osoby niepełnosprawne, pragnące rozwijać swoje umiejętności i uzdolnienia, a nie posiadające do tego wystarczających środków. Służy on urzeczywistnianiu jednej z podstawowych idei przyświecającej działaniu fundacji: wyrównywaniu szans pomiędzy osobami niepełno- i pełnosprawnymi, w taki sposób, by te pierwsze mogły w pełni wykorzystywać swój intelektualny i twórczy potencjał.
Dzięki Akademii Odnalezionych Nadziei finansowane są stypendia, zakup komputerów, innych pomocy naukowych, opłata czesnego w szkołach, na wyższych uczelniach. Co roku – w ramach projektu – odbywa się konkurs Indeks Marzeń, dzięki któremu osoby niepełnosprawne, rozpoczynające studia bądź już studiujące, otrzymują roczne wsparcie finansowe.

### Koncerty charytatywne w Filharmonii Krakowskiej
Koncerty charytatywne Fundacja Anny Dymnej „Mimo Wszystko” organizuje wspólnie z Filharmonią im. Karola Szymanowskiego w Krakowie. Celem tych wydarzeń artystycznych jest wspieranie chorych oraz niepełnosprawnych artystów znajdujących się w trudnej sytuacji materialnej. Koncertom towarzyszą licytacje przedmiotów ofiarowanych przez znane postacie życia publicznego.
Na, organizowanych od 2008 roku, koncertach charytatywnych wystąpili między innymi: Małgorzata Walewska, Jerzy Maksymiuk, Iwona Socha, Aga Zaryan, Waldemar Malicki, Motion Trio oraz Marcin Wyrostek.

### Biuro Młodych
Biuro Młodych Fundacji Anny Dymnej „Mimo Wszystko” powstało z inicjatywy studentów Akademii Sztuk Pięknych w Krakowie. Skupia wolontariuszy. Zainaugurowało działalność 3 grudnia 2004 w klubie Pod Jaszczurami. Przeprowadzono wówczas aukcję charytatywną prac profesorów, studentów i absolwentów Akademii Sztuk Pięknych. Spotkaniu towarzyszyły dwa koncerty zatytułowane „Mistrz i uczeń studentom”. Dochód został przeznaczony na pomoc dla Andrzeja – studenta socjologii Uniwersytetu Jagiellońskiego.
Biuro Młodych skupia wolontariuszy w różnym wieku: gimnazjalistów, licealistów, studentów i osoby dorosłe. Wspierają oni codzienną działalność Fundacji Anny Dymnej „Mimo Wszystko”, podejmując również własne inicjatywy charytatywne. M.in. organizują aukcje, koncerty, wystawy, sprawują indywidualną opiekę nad osobami chorymi, samotnymi i niepełnosprawnymi oraz uczestniczą w projektach innych organizacji pozarządowych. Do najbardziej znaczących akcji przeprowadzanych przez wolontariuszy z Biura należą coroczne kiermasze prac studentów Akademii Sztuk Pięknych z Krakowa i Warszawy, które odbywają się na krakowskich Plantach w ramach Ogólnopolskich Dni Integracji „Zwyciężać mimo wszystko”.

### Projekt „Każdy ma swoje Kilimandżaro”
Po raz pierwszy projekt „Każdy ma swoje Kilimandżaro” został zrealizowany przez Fundację Anny Dymnej „Mimo Wszystko” w 2008. Jego celem jest organizacja wypraw w miejsca, które – pozornie – wydają się niedostępne dla osób fizycznie niepełnosprawnych. Pierwszą z takich podróży, która rozpoczęła się 27 września 2008, była wyprawa dziewięciu osób z fizyczną niepełnosprawnością do Afryki i zdobycie przez nie szczytu najwyższego wzniesienia tego kontynentu – Kilimandżaro (5895 m n.p.m.). Towarzyszyli im członkowie ekipy technicznej oraz realizatorzy TVP. Operatorem projektu był Africa Line Adventure Club. Patronat nad wyprawą objął prezes Polskiego Komitetu Paraolimpijskiego. Z 9-osobowej ekipy osób niepełnosprawnych na szczyt Kilimandżaro dotarła piątka uczestników. Stało się to 5 października o 8.00 czasu polskiego. Pieniądze na przelot do Afryki, opiekę medyczną i eksplorację góry pochodziły wyłącznie od sponsorów.
Nakładem Społecznego Instytutu Wydawniczego „Znak”, ukazała się książka relacjonująca tę niezwykłą wyprawę pt. Każdy ma swoje Kilimandżaro autorstwa Małgorzaty Wach.
Osoby niepełnosprawne, które wzięły udział w projekcie „Kilimandżaro 2008 – Mimo Wszystko”:
- Angelika Chrapkiewicz-Gądek – ur. 1980, porusza się na wózku, cierpi na dystrofię mięśniową;
- Katarzyna Rogowiec – ur. 1977, jako 3-letnie dziecko straciła obie ręce;
- Krzysztof Gardaś – ur. 1970, w wypadku motocyklowym doznał poważnego urazu kręgosłupa, porusza się o kulach;
- Krzysztof Głombowicz – ur. 1958, po chorobie Heinego-Medina, korzysta z aparatu ortopedycznego, porusza się o kulach;
- Jan Mela – ur. 1988, w wyniku porażenia prądem stracił lewe podudzie i prawe przedramię;
- Piotr Pogon – ur. 1967, leczy się onkologicznie, przeszedł resekcję płuca;
- Jarosław Rola – ur. 1980, w wyniku porażenia prądem stracił obie nogi;
- Piotr Truszkowski – ur. 1979, w wyniku porażenia prądem stracił obie nogi;
- Łukasz Żelechowski – ur. 1981, osoba niewidoma od urodzenia.

### Projekt „Małe Kilimandżaro”
„Małe Kilimandżaro” jest kontynuacją projektu „Każdy ma swoje Kilimandżaro”. Dwa razy w roku Fundacja organizuje wyprawy na terenie Polski, w których uczestniczą osoby niepełnosprawne. W każdy z projektów włączają się wolontariusze. Realizacja „Małego Kilimandżaro” jest też możliwa dzięki pomocy i zaangażowaniu Darczyńców, którzy finansują i wspierają logistycznie poszczególne projekty.

### Ośrodki terapeutyczno-rehabilitacyjne
Fundacja wybudowała, utrzymuje i prowadzi:
- Ośrodek rehabilitacyjno-terapeutyczny „Dolina Słońca” w Radwanowicach o powierzchni użytkowej 3800 m².
- Warsztat Terapii Zajęciowej w Lubiatowie na terenie dawnej jednostki wojsk rakietowych o powierzchni 4,1 ha.

## Źródła finansowania
Fundacja utrzymuje się główne z odpisów 1% podatku dochodowego od osób fizycznych, a także darowizn przekazywanych przez osoby prywatne oraz sponsorów.

## Wyróżnienia
- Dyplom Benemerenti 2007 – nagroda Ordynariatu Polowego Wojska Polskiego[5];
- Super Lodołamacz 2007 – nagroda Polskiej Organizacji Pracodawców Osób Niepełnosprawnych[6];
- Nagroda miesięcznika „Menedżer Zdrowia”: Lider Roku 2007 w Ochronie Zdrowia w kategorii Działalność Charytatywna[7];
- Pro Infantis Bono 2007 – nagroda Rzecznika Praw Dziecka RP[8][9];
- Złota statuetka i dyplom uznania w Ogólnopolskim Konkursie Medycznym „Perły Medycyny 2010”[10];
- Flaga Rzeczypospolitej Polskiej 2015 – wyróżnienie Prezydenta RP[11][12];
- Orzeł Wprost 2017[13].